# Tapachula
Tapachula è una città messicana del Chiapas, capoluogo del comune di Tapachula. Si trova nell'estremo sud dello stato, vicino al confine con il Guatemala. È ai piedi di un vulcano noto come El Tacaná. Conta 191.600 abitanti secondo le stime del censimento del 2003.
Il nome della città deriva da Tapacholatl, che in lingua nahuatl significa terra sommersa.
Il sostentamento di Tapachula proviene principalmente dall'agricoltura, in particolare dalle piantagioni di caffè.
Un grave problema di sicurezza di Tapachula sono i cosiddetti "Salvatruchas", bande dell'America Centrale (principalmente Honduras), che commettono gravi crimini fra i quali frequenti omicidi. L'AIDS è molto diffuso. Il traffico di droga è incontrollabile. Sono stati fatti molti paragoni tra Tijuana e Tapachula, tanto che quest'ultima è soprannominata la Tijuana del sud. La città è abitata da molti immigrati clandestini, alcuni dei quali sono di passaggio, diretti negli USA. Si calcola ad esempio che negli anni ottanta siano arrivati dal Chiapas circa 100.000 immigrati.
Giornali importanti sono "El Orbe" e "El Diario del Sur".